# 最速降線問題

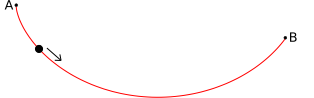
从点A到点B的最速降线是一条摆线。

最速降線問題，又稱最短時間問題、最速落徑問題。問題如下：假想你正在側視的場景有高低不同的兩點，且高點不是在低點的正上方，若從高點放開一個靜止的質點讓它沿著任一路徑（直線、曲線、或折線皆可）滑到低點，其間只有均勻的重力作用而沒有摩擦力，則怎樣的路徑可讓這段行程的時間最短？在部分歐洲語言中，這個問題稱為Brachistochrone，即希臘語中的「最短」（brachistos）和「時間」（chronos）。本問題的解答是擺線（而非很多人會猜想的直線），可以用變分法证明。

## 歷史
1638年，伽利略在《論兩種新科學》中以為此線是圓弧。約翰·伯努利參考之前分析過的等時降落軌跡，證明了此線是擺線，並在1696年6月的《博學通報》發表。艾薩克·牛頓、雅各布·伯努利、萊布尼茲和洛必達都得出同一結論，即正确的答案应该是摆线的一段。除了洛必達的解外，其他人的解都在1697年5月的《博學通報》出現。

## 证明

### 约翰·伯努利的证明
费马原理说明，两点间光线传播的路径是所需时间最少的路径。约翰·伯努利利用该原理,对此问题进行解决。

运用机械能守恒定律，可以导出在恒定重力场中运动的物体的速度满足
{\displaystyle v={\sqrt {2gy}}},
式中y表示物体在竖直方向上落下的距离，g为重力加速度。通过机械能守恒可知，经不同的曲线落下，物体的速度与水平方向的位移无关。

通过假设光在光速v在满足:{\displaystyle v={\sqrt {2gy}}}的傳輸介質中运动形成的轨迹来导出最速降线。

约翰·伯努利注意到，根据折射定律，一束光在密度不均的介质中传播时存在一常数
{\displaystyle {\frac {\sin {\theta }}{v}}={\frac {1}{v}}{\frac {dx}{ds}}={\frac {1}{v_{m}}}},
式中vm为常数(可认为为真空中光速c，θ为轨迹与竖直方向的夹角，dx为水平方向路径微分，ds为运动方向路径微分。

通过上述方程，我们可以得到两条结论：
1. 在刚开始，当质点的速度为零时，夹角也必然是零。因此，最速降线在起始处与竖直方向相切。

1. 当轨迹变为水平即夹角变为90°时，速度达到最大。

为了简化过程，我们假设质点（或光束）相对于原点(0,0)有坐标(x,y)，且当下落了竖直距离D后达到了最大速度，则
{\displaystyle v_{m}={\sqrt {2gD}}}.
整理折射定律式中的各项并平方得到
{\displaystyle v_{m}^{2}(dx)^{2}=v^{2}(ds)^{2}=v^{2}((dx)^{2}+(dy)^{2})}
可以解得dx对dy有
{\displaystyle dx={\frac {vdy}{\sqrt {v_{m}^{2}-v^{2}}}}}.
代入v和vm的表达式得到
{\displaystyle dx={\sqrt {\frac {y}{D-y}}}dy}
这是一个由直径为D的圆所形成的倒过来的摆线的微分方程。

### 雅各布·伯努利的证明
约翰的哥哥雅各布·伯努利说明了如何从二阶微分得到最短时间的情况。一种现代版本的证明如下。

如果我们从最短时间路径发生微小移动，那么形成三角形满足
{\displaystyle ds^{2}=dx^{2}+dy^{2}}.
dy不变求微分，得到
{\displaystyle 2ds\ d^{2}s=2dx\ d^{2}x}
最后整理得到
{\displaystyle {\frac {dx}{ds}}d^{2}x=d^{2}s=v\ d^{2}t}
最后的部分即二阶微分下距离的改变量与给定的时间的关系。现在考虑下图中的两条相邻路径，中间的水平间隔为d2x。对新旧两条路径，改变量为
{\displaystyle d^{2}t_{1}={\frac {1}{v_{1}}}{\frac {dx_{1}}{ds_{1}}}d^{2}x}
{\displaystyle d^{2}t_{2}={\frac {1}{v_{2}}}{\frac {dx_{2}}{ds_{2}}}d^{2}x}
对于最短时间的路径，两个时间相等，故得到
{\displaystyle d^{2}t_{2}-d^{2}t_{1}=0={\bigg (}{\frac {1}{v_{2}}}{\frac {dx_{2}}{ds_{2}}}-{\frac {1}{v_{1}}}{\frac {dx_{1}}{ds_{1}}}{\bigg )}d^{2}x}
因此最短时间的情况为
{\displaystyle {\frac {1}{v_{2}}}{\frac {dx_{2}}{ds_{2}}}={\frac {1}{v_{1}}}{\frac {dx_{1}}{ds_{1}}}}

## 最速降線的數學形式與最短時間
在垂直平面上，自原點{\displaystyle \left(\,0,\,0\right)}至目的地{\displaystyle \left(\,x_{1},\,y_{1}\right)}的最速降線具有以下數學形式：
{\displaystyle x={\frac {1}{2}}k^{2}\left(\theta -\sin \theta \right),\ y={\frac {1}{2}}k^{2}\left(1-\cos \theta \right).}
這裡的{\displaystyle y}座標軸方向向下，且{\displaystyle y_{1}\geq 0}；{\displaystyle \theta }為此擺線參數表達式的參數，原點處{\displaystyle \theta =0}。
物體自原點沿最速降線滑至{\displaystyle \theta =\theta _{1}}處所需的時間可由以下積分式給出：
{\displaystyle t=\int _{\theta =0}^{\theta =\theta _{1}}\mathrm {d} t=\int _{\theta =0}^{\theta =\theta _{1}}{\frac {\mathrm {d} s}{v}}}。
利用{\displaystyle ds={\sqrt {\mathrm {d} x^{2}+\mathrm {d} y^{2}}}}以及{\displaystyle v={\sqrt {2gy}}}，並以{\displaystyle \theta }作為參數，整理後得
{\displaystyle {\frac {ds}{v}}={\frac {k}{\sqrt {2g}}}\mathrm {d} \theta }
{\displaystyle t={\frac {k}{\sqrt {2g}}}\theta _{1}}。
自此擺線的參數式中易知{\displaystyle y}的最大值為{\displaystyle k^{2}}，此值必須等於擺線的繞轉圓直徑{\displaystyle 2r}，因此
{\displaystyle k={\sqrt {2r}}}
{\displaystyle t=\theta _{1}{\sqrt {\frac {r}{g}}}}。
現假設終點與原點直線距離{\displaystyle \ l\ }，且終點對原點的仰角為{\displaystyle \phi }。利用此擺線的參數式，可知

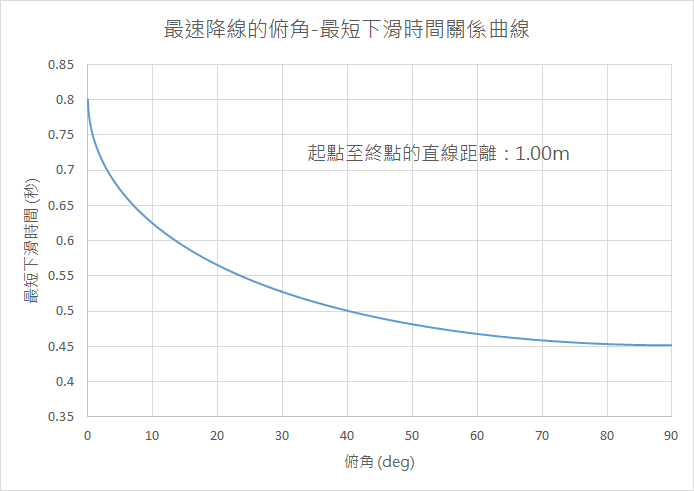
最速降線問題的終點俯角-最短下滑時間關係曲線。圖中原點到終點的直線距離定為1.00公尺，下滑時間隨俯角增大而縮短。

{\displaystyle l={\sqrt {x_{1}^{2}+y_{1}^{2}}}=r{\sqrt {\left(\theta -\sin \theta \right)^{2}+\left(1-\cos \theta \right)^{2}}}}
{\displaystyle \tan \phi ={\frac {y_{1}}{x_{1}}}={\frac {1-\cos \theta }{\theta -\sin \theta }}}
利用{\displaystyle l}的關係式求出{\displaystyle r}，並代回下滑時間中，得
{\displaystyle t\,\left(\,l,\,\theta \right)={\sqrt {\frac {l}{g}}}{\frac {\theta }{\sqrt[{4}]{\left(\theta -\sin \theta \right)^{2}+\left(1-\cos \theta \right)^{2}}}}}
綜合上述，討論在{\displaystyle \ l\ }已知的情況下，下滑時間{\displaystyle t}與俯角{\displaystyle \phi }的關係為
{\displaystyle \left(\,\phi ,\,t\right)=\left(\,\arctan {\frac {1-\cos \theta }{\theta -\sin \theta }},\,{\sqrt {\frac {l}{g}}}{\frac {\theta }{\sqrt[{4}]{\left(\theta -\sin \theta \right)^{2}+\left(1-\cos \theta \right)^{2}}}}\right)}。

## 外部連結
- 重力下的最快下降曲線 （页面存档备份，存于）：國立中央大學物理演示實驗網站；內含實驗影片。
- Brachistochrone Problem -- from Wolfram MathWorld- （页面存档备份，存于）：有詳細的公式證明。（英文）